# Milan Konjević
Milan Konjević (Beograd,1970) srpski je scenarista i reditelj.

## Biografija
Milan Konjević je diplomirao filmsku i televizijsku režiju na Fakultetu dramskih umetnosti u Beogradu 1997.
Godine 1996. je sa kompanijom Luxor Co. započeo rad na oživljavanju srpske strip scene stvorivši tri popularne strip franšize: Generacija Tesla, Borci sumraka i Romero. Nakon toga je režirao dokumentarac Return to the 1984 kao i različite emisije na televiziji B92.
Pet godina je radio na fakultetu kao predavač.
Poznat je po radu na stripovima Generacija Tesla i Borci sumraka, i kao režiser TV emisije Utisak nedelje.
Bio je jedan od scenarista i jedan od reditelja filma Zona mrtvih, kao i scenarista stripova Divlja magija i Faktor 4.

## Filmografija
Pomoćnik reditelja:
- Tito i ja (1992) (nepotpisan)
- Paket aranžman (1995)
- Urgentni centar (2014-2015)

Reditelj:
- Zona mrtvih (2009)
- Sinđelići (2013-2014)
- Sumnjiva lica(2016)
- Moja generacija (serija) (2019)
- Istine i laži (2017-2019)
- Neki bolji ljudi (2020)
- Jugoslovenka (2020)
- Tate (2020-2021)
- Kolo sreće (2021)
- Outpost (2021) (1. epizoda)
- Igra sudbine (2021-2022)
- The Ark (2023)
- Dug moru (2024)
- Luda godina (u pripremi)
- Zver iz podruma (u pripremi)

izvor:  na IMDb (језик: енглески)

## Spoljašnje veze
- на веб-сајту  (језик: енглески)